# Centro Tecnológico do Calçado de Portugal

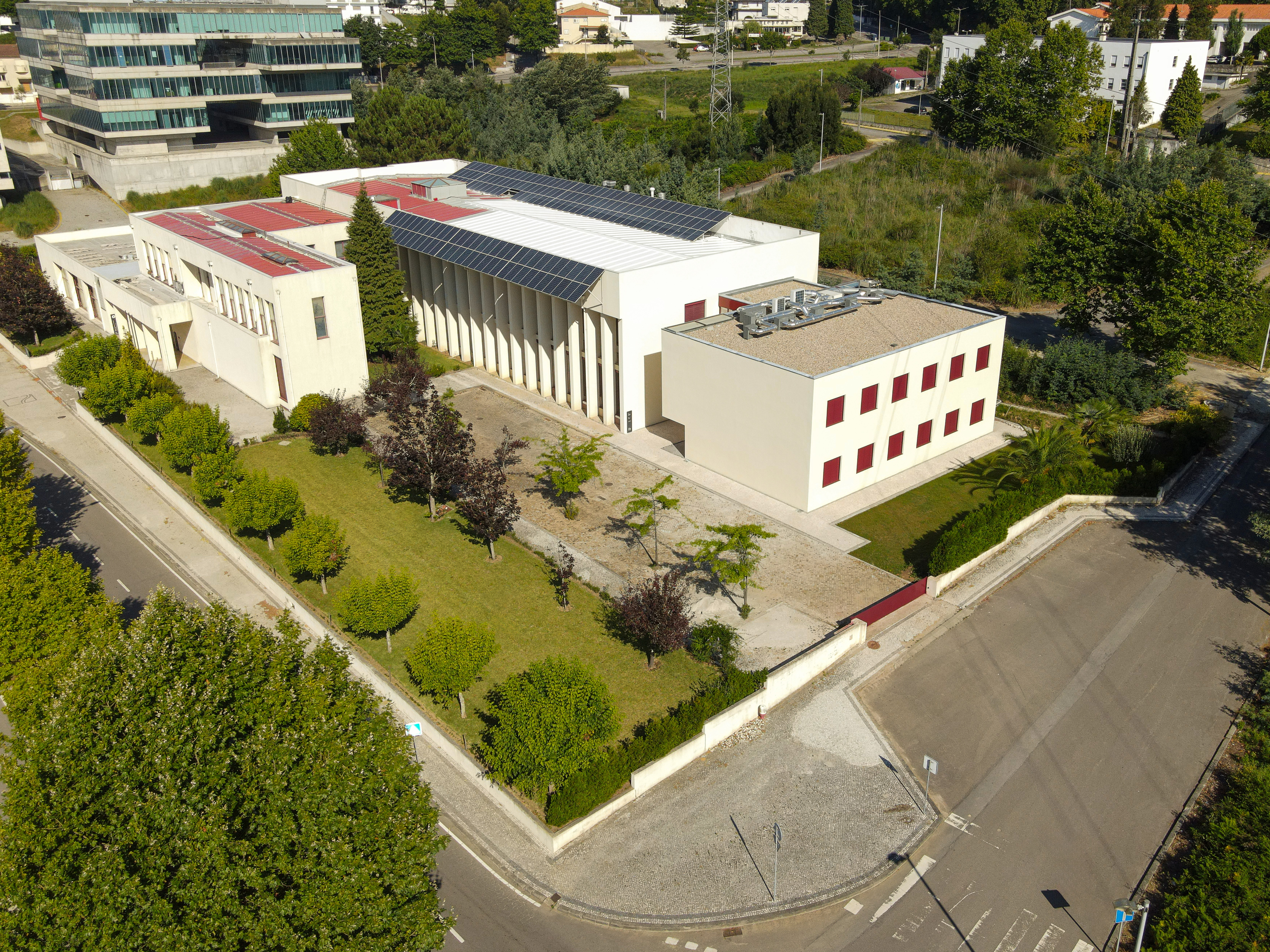
Centro Tecnológico do Calçado de Portugal, São João da Madeira

O Centro Tecnológico do Calçado de Portugal (CTCP) é uma instituição de utilidade pública sem fins lucrativos, fundada em 1986 pela APICCAPS (Associação Portuguesa dos Industriais de Calçado, Componentes, Artigos de Pele e seus Sucedâneos) e por dois institutos do Ministério da Economia: IAPMEI – Agência para a Competitividade e Inovação; e INETI – Instituto Nacional de Engenharia, Tecnologia e Inovação.
Reconhecido enquanto Centro de Tecnologia e Inovação (CTI), integra o Sistema Nacional de Ciência e Tecnologia, tendo como objetivo apoiar técnica e tecnologicamente as empresas do cluster do calçado, moda e marroquinaria.

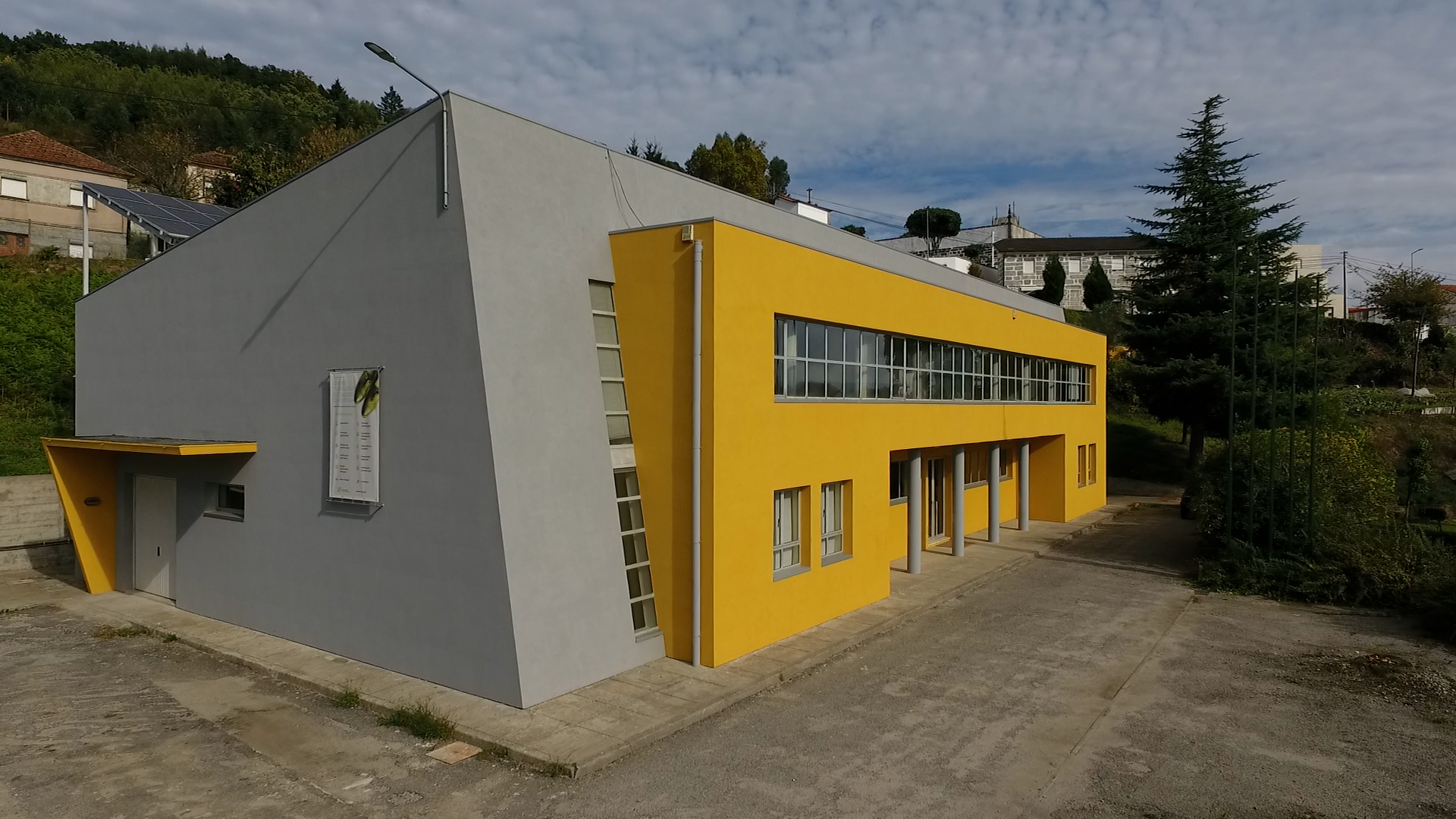
Centro Tecnológico do Calçado de Portugal, Felgueiras

Com sede em São João da Madeira, tem também instalações próprias em Felgueiras, duas das zonas de Portugal com forte tradição no fabrico de calçado, e promove a formação técnica e tecnológica dos recursos humanos das empresas do setor, dotando-as do know-how necessário para vingar na indústria; e a melhoria da qualidade dos produtos e dos processos industriais associados.
Tem como missão preparar e difundir informação técnica junto da indústria do calçado, assim como realizar trabalhos de investigação, desenvolvimento e demonstração.
Atualmente, Luísa Correia ocupa o cargo de diretora-geral, enquanto o cargo de presidente pertence ao Reinaldo Teixeira.

## Áreas de atuação
Segundo o site do CTCP, são várias as áreas de atuação em prol do desenvolvimento do cluster do calçado.
Na valência de Laboratório e Controlo de Qualidade, é colocado à disposição das empresas os serviços necessários para os seus produtos. Acreditado pela norma NP EN ISO IEC 17025, é dotado e equipado com a mais moderna tecnologia e capacidade para executar mais de 250 ensaios distintos. Apoia as empresas no controlo e monitorização de processos industriais, matérias-primas e produtos acabados. Realiza ensaios físico-mecânicos para avaliar a qualidade, desempenho, conforto e segurança de materiais e produtos; ensaios químicos para determinar a presença de substâncias críticas e proibidas; ensaios de conforto para análise do poder de calce; ensaios de avaliação da biodegradabilidade e crescimento de microrganismos dos materiais; e ensaios de certificação de calçado de trabalho e segurança.
Na Formação e Qualificação, disponibiliza unidades formativas à medida e ajustada às necessidades das empresas e dos colaboradores do cluster, fazendo ainda consultoria, workshops e webinars. No CTCP FabLab, um laboratório de prototipagem e aprendizagem experimental, há recursos orientados para diferentes processos, como sistema CAD, modelação, corte, costura, montagem, acabamento e embalamento.
Há ainda Investigação e Desenvolvimento, um departamento de investigação permanente de cariz técnico e tecnológico, que visa o reforço da capacidade competitiva das empresas de calçado, através de projetos em parceria com empresas de IDT, seja nacionais ou internacionais, nos domínios dos materiais e componentes, produtos, processos e tecnologias, e software.
Na Inovação e Fabrico Digital, há um serviço através do qual as empresas podem desenvolver produtos e tecnologias, sendo acompanhadas em todo o processo: Tecnologias de Prototipagem e Produção (Customização e Personalização; Impressão 3D/Manufatura Aditiva; Engenharia Inversa; Industrialização do Produto); Materiais, Sustentabilidade e Produto (Modelação 3D; Desenvolvimento de Produto; Design Thinking; Reciclagem e Reutilização de Materiais; Materiais Inovadores); Digitalização, Automação e Robótica (Robótica Colaborativa; Intralogística; Digitalização de Processos Fabris e de Gestão; Sensorização do Chão-de-Fábrica e Internet das Coisas; Gestão de Informação, Bases de Dados e IA; RA e RV); e CTCP FabLab.
No domínio do Ambiente, o CTCP disponibiliza vários serviços, desde legislação ambiental, emissões gasosas, efluentes líquidos industriais da cabine de pintura, no hidrofiltro de cardagem, no jato de água, entre outros. Na Segurança no Trabalho, ajuda as empresas a prevenirem riscos profissionais e a proporcionarem melhores condições de laborais.
Na Organização e Gestão Industrial, coopera com as empresas com vista a otimizarem os seus recursos produtivos, dispondo de um serviço de consultoria que inclui as áreas de layout, processos produtivos, produção LEAN, métodos e tempos, análise da produtividade, planeamento, gestão de stocks, sistema de avaliação de desempenho e diretiva de equipamentos. 
Os seus técnicos especializados ajudam na certificação e apoiam na implementação de Sistemas de Gestão, através de auditorias internas em todas as áreas que servem para verificar a conformidade com as regulamentações e legislação nacional e comunitárias. Há ainda serviços de Consultoria ESG (Relatórios de Sustentabilidade, Pegada de Carbono Corporativa e Processos B Corp); Compliance (TEAR, Verificação de Segurança de Equipamentos, Plano de Igualdade, Regulamento Geral de Segurança); e Estratégia, Sucessão, Marketing e Internacionalização (Avaliação, Definição e Implementação de Estratégias).
Quanto a Projetos de Investimento, os programas de apoio nacionais ou internacionais são vitais para as empresas concretizarem projetos e o CTCP assume uma posição de divulgação da informação que pode alavancar o desenvolvimento do setor, fazendo o levantamento das necessidades e definindo o mapa de investimentos, realizando o enquadrando do melhor projeto para cada empresa.
Na área da Comunicação, recolher, produzir e difundir informação técnica sobre o setor é uma das missões do CTCP, que disponibiliza à comunidade toda a atualidade sobre o cluster, empresas, empresários e colaboradores, com a publicação de brochuras, manuais, vídeos, podcasts ou newsletters em diferentes plataformas.
Dispõe ainda de um GAPI - Gabinete de Apoio à Propriedade Industrial, uma estrutura vocacionada para a promoção da propriedade industrial no calçado, que pretende reforçar a competitividade do setor através da inovação e diferenciação. Capacitado com meios técnicos e humanos capazes de dar resposta às empresas que pretendam utilizar a propriedade industriais nas várias vertentes: marcas, logótipos, desenhos ou modelos industriais e patentes.

## Parcerias
Em atividade desde 1986, o CTCP é constituído pelos seus sócios, na maioria PME portuguesas, alimentando uma relação estreita e um conhecimento profundo da realidade e do desempenho do setor do calçado, o que faz do CTCP um membro ativo na definição e implementação de estratégias para o cluster. É membro da APICCAPS, RELACRE – Rede de Laboratórios Acreditados de Portugal, UITIC – Associação Europeia dos Técnicos da Indústria de Calçado, SANJOTEC – Associação Científica e Tecnológica, Turismo Industrial de São João da Madeira, European Technology Platforms, e ShoeInov – Rede Informal de Cooperação e Inovação.
Integra uma rede de parceiros que colaboram no desenvolvimento de projetos e inovação, composta por centenas de empresas, institutos superiores de ensino e universidades, e entidades nacionais e europeias do SCT (Sistema Científico e Tecnológico). 

## Projetos
Atualmente, o CTCP integra, coordena ou dinamiza vários projetos, nacionais ou europeus, tais como: SHOEPRO, VALHC, Roteiro para a Descarbonização da Fileira do Calçado, 3F-COOP, Learning Factories, Digi4Wearables, VETting Green, MetaSkills4TCLF, SHOEDIGINOV, RN21, Digi4Fashion, BE@T, Shoe 5.0, FAIST e BioShoes4All.

## História
Criado em 1986, o CTCP foi, ao longo das últimas décadas, palco da visita de inúmeras personalidades, tais como o ex-primeiro-ministro português António Costa em 2018, tendo repetido a visita mais tarde, em 2024, enquanto repórter do programa Otimista, do NOW Canal. Antes, em 2014, foi o então Presidente da República, Aníbal Cavaco Silva, a visitar as instalações do CTCP.